# Predátor: Evoluce
Predátor: Evoluce (v anglickém originále The Predator) je americký akční sci-fi film natočený v roce 2018. Hlavními postavami filmu jsou obávaní mimozemští lovci - Predátoři. Snímek byl natočený v roce 2018 a měl premiéru 13. září. 2018 v ČR a v 14. září téhož roku v USA.
Režisérem a scenáristou filmu se stal americký režisér Shane Black, který má zkušenosti i s jinými filmy (např. Iron Man 3).

## Děj
Americký špionážní odstřelovač (angl. sniper) Quinn McKenna je na špionážní misi, když v tom ztroskotá v mexické džungli mimozemská loď. Quinnův tým ji jde ihned prohledat, ale oba jeho podřízení jsou zabiti predátorem, který loď pilotoval. Aby získal důkazy o mimozemské lodi, ukradl proto predátorovu masku a ruční chránič a pošle je do domu své bývalé ženy do USA. Krabici však získá jeho malý syn Rory, který začne mimozemskou technologii zkoumat. Omylem přivolá predátorskou loď na Zemi.
Americká vláda kontaktuje mladou evoluční bioložku Casey Bracketovou, aby se podílela na projektu Stargazer, který zkoumá predátory. Ta je odvezena do tajné laboratoře Stargazer, kde poprvé uvidí predátora a začne s jeho výzkumem. Casey zjistí, že predátoř mají v sobě lidskou DNA a že chtějí provádět další hybridizace s jinými druhy.
Quinn se mezitím vrátí do USA a je přinucen vypovídat o tom, co viděl v mexické džungli. Když vše vyšetřovatelům sdělí, posílají ho do tajné laboratoře pod přehradou Strargazer pro další výslechy. V autobuse se seznámí s dalšími válečnými veterány: Gaylord ''Nebraska'' Williams, Coyle, Baxley, Lynch, and pilot Nettles. Predátor se v laboratoři mezitím probouzí z kómatu a začíná masakrovat zaměstnance laboratoře. Jedinou Casey nezabije, jelikož mu není rovnocenným soupeřem.
Když přijedou Quinn a ostatní veteráni k laboratoři a uvidí utíkajícího predátora, nestačí se divit. Společně se spojují s Casey a vydávají se chytit predátora za každou cenu. Když se s ním na stadionu a ve škole utkají v boji, objeví něco nečekaného: větší predátor zabije toho menšího bez váhání. Ostatních se nevšímá, i když utíkají před ním pryč. partu ovšem najdou vojáci a vyslýchají je, kdy predátor je. Nikdo nic nevypoví. Predátorský pes (anglicky Predator Dog) zachrání Casey a ta mu na oplátku dává svobodu.
Parta se opět shledá a společně zaútočí na základnu vojáků u predátorské lodě. Do boje se však zapojí i větší z predátorů a bitva končí masakrem vojáků a některých členů party (Coyle, Baxley, Lynch). Nepodaří se jim ho ani chytit. Predátor požaduje, aby mu vydali McKennu a nechá ostatní naživu. Všichni si dopposud myslí, že požadoval Quinna, ale ve skutečnosti požadoval prádotr jeho syna Roryho, který byl nadprůměrně inteligentní. Quinn se jen tak nevzdá a v momentě, kdy se predátor snaží vzlétnout do vesmíru, mu v tom zabrání. Společně s Casey nakonec predátor zabijí a Roryho zachrání.
V potitulkové scéně jde Quinn do laboratoře, kde mu chtějí vědci ukázat tajnou zbraň tzv. Zabijáka predátorů. Když Quinn zjistí, co to doopravdy je, tak jeho poslední věta je:„Můj novej oblek, kámo! Mají i střih 42.“.

## Obsazení

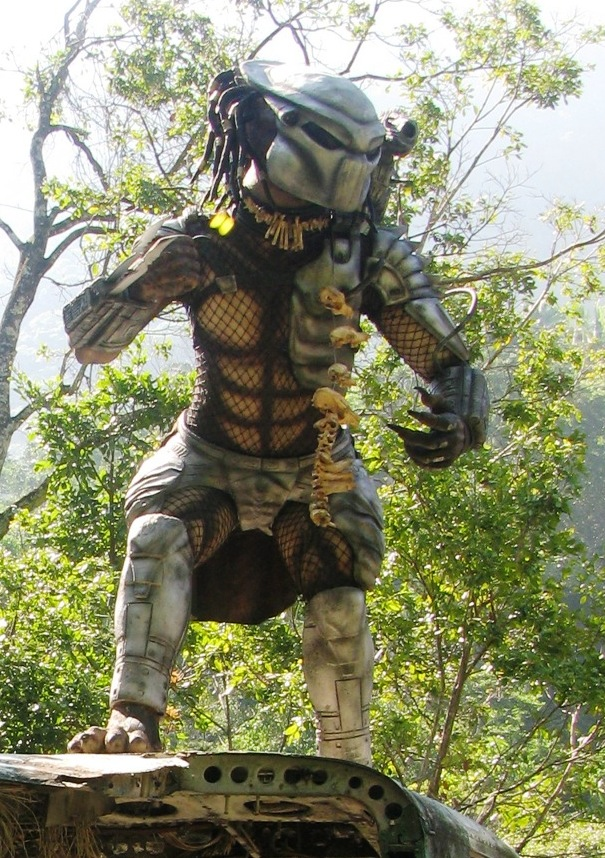
Postava Predátora

| Boyd Holbrook      | ostřelovač Quinn McKenna  |
| Trevante Rhodes    | Gaylord Nebraska Williams |
| Jacob Tremblay     | Rory McKenna, Quinnův syn |
| Keegan-Michael Key | mariňák-veterán Coyle     |
| Olivia Munnová     | bioložka Casey Bracket    |
| Sterling K. Brown  | agent Traeger             |
| Thomas Jane        | veterán-mariňák Baxley    |
| Alfie Allen        | mariňák Lynch             |
| Augusto Aguilera   | pilot Nettles             |
| Jake Busey         | vrchní vědec Peter Keyes  |
| Yvonne Strahovski  | Emily, exmanželka Quinna  |
| Brian A. Prince    | hlas Predátora            |

## Tržby
Náklady na natáčení stály přes 88 milionů dolarů a tržby byly jen 160,5 milionů dolarů. Jde tak středně výdělečný film, kde se objevila postava Predátora.